# Deficit bugetar
Un deficit bugetar apare atunci când cheltuielile unei entități (un guvern) depășesc încasările. Opusul deficitului bugetar este excedentul bugetar.
Un deficit bugetar este de calitate atunci când îndeplinește două condiții obligatorii:
- deficitul se reflectă, în totalitate, în cheltuieli de investiții și, în special, în realizarea infrastructurii

- deficitul este acoperit cu resurse financiare sigure, pentru a nu apela la emisiuni monetare inflaționiste.

## Măsurători
Există două metode de măsurare utilizate pentru măsurarea deficitului bugetar în România: deficitul CASH și deficitul ESA (European System of Accounts, utilizat în UE).
Măsurarea deficitului în funcție de metodologie:
| Criteriu                  | Sistemul CASH                                                   | Sistemul ESA                                          |
| ------------------------- | --------------------------------------------------------------- | ----------------------------------------------------- |
| Bază de calcul            | Plăți efective (bani ieșiți din buget)                          | Angajamente de plată (chiar dacă nu s-au plătit încă) |
| Datorii neachitate        | Nu sunt incluse în deficit                                      | Sunt înregistrate drept cheltuieli                    |
| Cheltuieli cu dobânzi     | Calculate la data plății                                        | Alocate pe perioada de acumulare                      |
| Impact asupra deficitului | Permite raportarea unui deficit mai mic, prin amânarea plăților | Reflectă obligațiile reale, indiferent de amânări     |

## Deficitul bugetar în România
Conform Ministerului Finanțelor, deficitul bugetar al României în anul 2024 a fost de 8,65% din produsul intern brut (PIB), iar după calculele Eurostat, de 9,3% din PIB.
În primele 3 luni ale anului 2025, România a avut un deficit bugetar de 2,28% din PIB, mai mare decât deficitul bugetar din primele 3 luni ale anului 2024, de 2,04%.
Deficite bugetare în sistem ESA 2010:
| An   | Sumă (milioane lei) | % din PIB | % din venit |
| ---- | ------------------- | --------- | ----------- |
| 2004 | -2.658,2            | -1,1      | 3,3         |
| 2005 | -2.319,2            | -0,8      | 2,5         |
| 2006 | -7.329,1            | -2,1      | 6,4         |
| 2007 | -11.620,1           | -2,7      | 7,9         |
| 2008 | -28.901,5           | -5,4      | 5,4         |
| 2009 | -48.105             | -9,1      | 9,1         |
| 2010 | -36.562,8           | -6,9      | 6,9         |
| 2011 | -30.390,9           | -5,4      | 15,9        |
| 2012 | -21.681,2           | -3,7      | 10,8        |
| 2013 | -13.366,9           | -2,1      | 6,3         |
| 2014 | -7.968,6            | -1,2      | 3,5         |
| 2015 | -4.363,6            | -0,6      | 1,7         |
| 2016 | -20.041,3           | -2,6      | 8,2         |
| 2017 | -22.608,7           | -2,6      | 8,5         |
| 2018 | -27.947,6           | -2,9      | 9,2         |
| 2019 | -46.626,9           | -4,4      | 13,8        |
| 2020 | -98.710,2           | -9,4      | 28,5        |
| 2021 | -85.098,6           | -7,1      |             |
| 2022 | -88.653,0           | -6,4      |             |
| 2023 | -104.849,9          | -6,5      |             |

Deficit cont current:
- 2000 -5,7%
- 2001 -5,6%
- 2002 -3,6%
- 2003 -5,8%
- 2004 -6.9%
- 2005 -9%.

## Măsuri pentru reducerea deficitelor bugetare
- Acordarea priorității pentru reducerea cheltuielilor publice;
- reducerea cheltuielilor administrației;
- eliminarea subvențiilor;
- mărirea bazei de impozitare (cât mai puțin de la cât mai mulți);
- Punerea accentului pe impozitele indirecte;